# آینوژی
آینوژی (انگلیسی: Innogy) شرکت برق آلمانی است، که در سال ۲۰۱۹ تأسیس شد.